# Aramendía (Uruguay)
Aramendía es una localidad uruguaya del departamento de Lavalleja. 

## Ubicación
La localidad se encuentra situada en la zona noreste del departamento de Lavalleja, próximo y al norte de la cañada Grande (afluente del arroyo Gutiérrez), y junto a la ruta 8, a la altura de su km 234.

## Población
Según el censo de 2011, la localidad contaba con una población de 116 habitantes.
| 123           | 116 |
| (Fuente: INE) |     |